# Kírovski (Stàvropol)
|  | Per a altres significats, vegeu «Kírovski». |

Kírovski (en rus: Кировский) és un poble (un khútor) del krai de Stàvropol, a Rússia, que en el cens del 2010 tenia 327 habitants. Pertany al districte rural de Kurskaia.